# 狼群団
狼群団（おおかみぐんだん）は、かつて新日本プロレスで活動していたヒールユニット。エゴイスト集団（えごいすとしゅうだん）、一匹狼集団（いっぴきおおかみしゅうだん）などとも呼ばれる。
後に新日本で結成されるヒールユニット「nWo JAPAN」の母体となった。

## 概要
1994年に武闘派転向したが、会社の試合カード編成上の都合によりスーパー・ストロング・マシンと共闘させられていた蝶野正洋が、年末のSG TAG LEAGUEの優勝戦でマシンと仲違いを起こし決裂、一匹狼となった。その後、同様にレイジング・スタッフが解散したことにより長らく一匹狼としてヒール活動をしていたヒロ斎藤とコンビを組むようになり、さらに翌1995年に海外遠征から帰国し新日本プロレス本隊に反旗を翻した天山広吉が、2月12日昼の平成維震軍興行において、合流するとみられていた越中詩郎ら平成維震軍と決裂し蝶野と合体、その夜の新日本の興行で初めて蝶野・天山・ヒロのトリオで試合を行い、天山が長州力をフォールした。ユニット名は正式に決まったものではなく、メディア側が勝手に命名したものである。当時、本人たちもグループ名称は自ら名乗っていない。そのため、ワールドプロレスリングでは「エゴイスト集団」（辻よしなりが命名）、週刊プロレスでは「狼群団」など各メディアによって呼称が異なっており統一されていなかった。また結成当初は、蝶野とコンビを組んでいたサブゥーもメンバーとして参加していたが、短期間で離脱している。
3人はあくまで一匹狼であり、反・新日本プロレスという共通の目的のために一時的に共闘しているに過ぎなかった。そのためメディア側も「軍団」ではなく「集団」「群団」という単語を使用していた。
初期段階では、試合に敗北した際、実際にピンフォールあるいはギブアップを奪われたレスラーを残りの2名が試合直後のリング上で集団暴行する「反省会」と呼ばれる行為が行われていた時期があり、いつ共闘関係が壊れてもおかしくない状態であった。
その後、蝶野と天山の「蝶天タッグ」で2度のIWGPタッグ王座やSG TAG LEAGUE優勝などのタイトルを獲得するなど隆盛を極めた。
1997年に、WCW遠征中の蝶野がnWoに加盟したため、エゴイスト集団を母体としてnWoの日本支部となるnWoジャパンが誕生した。
2000年12月1日 G1 TAG LEAGUE笠岡大会メイン（笠岡後援会100万円争奪戦）で蝶野、天山、ヒロで再結成。蝶野が吉江をSTFでギブアップさせ勝利し、100万円を獲得する。
2005年には、蝶野と天山のコンビ「蝶天タッグ」が再結成され、第48代IWGPタッグ王者となった。しかし、蝶野の負傷による長期欠場を経て、蝶野と天山の不仲により、王座奪取から約1年後にタッグ王座を剥奪され、タッグも空中分解した。2006年1月には斎藤が新日本プロレスを退団した。
2008年に単発的に蝶野・天山・斎藤の3人による完全な形の狼群団が再結成され、同じく単発的再結成をしたコンプリート・プレイヤーズと対戦した。2010年1月には蝶野が新日本プロレスを退団し、新日本に残るのは天山ひとりとなった。
2011年10月3日に開催した『猛牛祭 ～天山広吉デビュー20周年記念興行～』で蝶野・天山・斎藤のトリオが再集結し、西村修・金本浩二・大谷晋二郎組と対戦した。

## メンバー
- 蝶野正洋
- 天山広吉
- ヒロ斎藤
- サブゥー

## タイトル歴
新日本プロレス
- IWGPタッグ王座 - 25、28代："蝶天タッグ" 蝶野正洋&天山広吉組（2005年の蝶天タッグ再結成時に48代王者にもなっている）
- SG TAG LEAGUE優勝 - 1995年："蝶天タッグ" 蝶野正洋&天山広吉組

## 備考
1978年頃の新日本で、ヒロ・マツダ、上田馬之助、サンダー杉山、マサ斎藤ら大物フリーレスラーをメンバーとした「狼軍団」が結成された。この狼軍団はマツダがプレ日本選手権決勝でアントニオ猪木と対戦したり北米タッグ王座を奪取したりするなど一定の活躍をしたが、蝶野の狼群団と系譜上のつながりはない。